# Amane Gobena
Amane Gobena (* 9. November 1982) ist eine äthiopische Langstreckenläuferin, die sich auf Straßenläufe spezialisiert hat.
Bei den Crosslauf-Weltmeisterschaften wurde sie auf der Kurzstrecke 2002 in Dublin Achte und 2004 in Brüssel Elfte.
2005 siegte sie bei der Nacht von Borgholzhausen. 2007 wurde sie Zweite beim Cooper River Bridge Run, 2008 wurde sie Zweite bei Freihofer’s Run for Women sowie bei Bolder Boulder und siegte beim Halbmarathon Le Lion.
Im darauffolgenden Jahr wurde sie Fünfte beim Houston-Marathon, Zweite beim Los-Angeles-Marathon und stellte mit 2:28:30 h einen Streckenrekord beim Toronto Waterfront Marathon auf. Außerdem kam sie beim RAK-Halbmarathon auf den sechsten und beim Delhi-Halbmarathon auf den achten Platz. 
2010 gewann sie nach einem fünften Platz beim Zayed-Halbmarathon den Osaka Women’s Marathon, den Seoul International Marathon und den Göteborgsvarvet. Beim Istanbul-Marathon wurde sie Dritte. Im Jahr darauf gewann sie den Xiamen-Marathon und wurde Zehnte in Seoul.
Nach anderthalb Jahren Wettkampfpause wurde sie 2012 in Istanbul Zweite. 2013 folgte einem dritten Platz beim Dubai-Marathon ein siebter beim Paris-Marathon.
2014 und 2015 gewann sie den Istanbul-Marathon.
Amane Gobena ist 1,65 m groß, verheiratet und Mutter eines Kindes. Seit 2006 wird sie von Elite Sports Management International (ESMI) betreut.

## Persönliche Bestzeiten
- 1500 m: 4:11,04 min, 9. Juni 2004, Luzern
- 3000 m: 9:01,46 min, 17. Juni 2002, Prag
- 5000 m: 15:19,50 min, 2. Juni 2004, Mailand
- 10.000 m: 33:22,24 min, 1. Mai 2010, Addis Abeba
- 10-km-Straßenlauf: 32:12 min,	31. März 2007, Charleston
- Halbmarathon: 1:08:16 h, 20. Februar 2009, Ra’s al-Chaima
- Marathon: 2:23:50 h, 25. Januar 2013, Dubai